# Comté de Lewis (Kentucky)
Pour les articles homonymes, voir Lewis et Comté de Lewis.
Le comté de Lewis est un comté de l'État du Kentucky, aux États-Unis. Son siège se situe à Vanceburg.

## Histoire
Le comté a été fondé en 1806 et a été nommé d'après l'explorateur Meriwether Lewis.

## Géographie
Selon le recensement de 2000, le comté a une superficie totale de 1 283,9 km2, dont 11 254,8 km2 (97,74 %) de terre et 29,1 km2 (2,26 %) d'eau.